# Primeira Divisão de Polo Aquático Feminino
O Polo Aquático (Inglês: Water Polo) é um desporto coletivo, semelhante no princípio básico do andebol, mas é praticado dentro de uma piscina. As duas regras básicas oficiais são: a bola não pode ser segurada com as duas mãos juntas por qualquer jogador com exceção do guarda-redes, a bola não pode ser afundada por qualquer jogador quando atacado. Diferentemente do futebol, onde não há limite de tempo, no polo aquático as equipas devem executar as suas jogadas em 30 segundos. O jogo é dividido em quatro partes de 8 minutos de tempo útil (o tempo para sempre que a bola sai dos limites da piscina, um técnico ou capitão pede tempo, ocorre alguma falta, ou um dos árbitros assinala alguma coisa com o apito).
O jogo foi oficialmente inventado no fim do século XIX, embora existam desportos ancestrais ao polo aquático praticados desde o início do século XVIII. Era conhecido como o rugby aquático e junto ao futebol, foram os primeiros desportos coletivos oficiais das Olimpíadas dos tempos modernos.
O Campeonato Nacional da I Divisão e da Taça de Portugal de séniores feminino, tiveram o seu início em 1987/88.

## Equipas Primeira Divisão Feminina 2024/25
| Clube                      | Cidade            |
| -------------------------- | ----------------- |
| Cascais Water Polo Club    | Cascais           |
| Clube Aquático Pacense     | Paços de Ferreira |
| Clube Fluvial Portuense    | Porto             |
| Lousada Séc. XXI           | Lousada           |
| Sport Lisboa e Benfica     | Lisboa            |
| Sporting Clube de Portugal | Lisboa            |

## Campeões
| Campeonato Português da 1a Divisão de Polo Aquático | Campeonato Português da 1a Divisão de Polo Aquático | Campeonato Português da 1a Divisão de Polo Aquático | Campeonato Português da 1a Divisão de Polo Aquático |
| Época                                               | Campeão                                             | Resultados                                          | Finalista Vencido                                   |
| --------------------------------------------------- | --------------------------------------------------- | --------------------------------------------------- | --------------------------------------------------- |
| 2023-2024                                           | Sport Lisboa e Benfica                              | 2 – 1 (11-10, 13-16, 14-8)                          | Clube Fluvial Portuense                             |
| 2022-2023                                           | Sport Lisboa e Benfica                              | 2 – 1 (5-7, 11-9 a.p., 11-10)                       | Clube Fluvial Portuense                             |
| 2021-2022                                           | Sport Lisboa e Benfica                              | 2 – 0 (15-9, 16-9)                                  | Clube Fluvial Portuense                             |
| 2020-2021                                           | Sport Lisboa e Benfica                              | Campeonato disputado em formato de liga             | Clube Fluvial Portuense                             |
| 2019-2020                                           | Cancelado devido à pandemia de COVID-19             | Cancelado devido à pandemia de COVID-19             | Cancelado devido à pandemia de COVID-19             |
| 2018-2019                                           | Sport Lisboa e Benfica                              | 2 – 0 (13-5, 4-8)                                   | Clube Fluvial Portuense                             |
| 2017-2018                                           | Clube Fluvial Portuense                             | 2 – 0 (11-10, 9-7)                                  | Sport Lisboa e Benfica                              |
| 2016-2017                                           | Clube Fluvial Portuense                             | 2 – 0 (7-6, 5-9)                                    | Sport Lisboa e Benfica                              |
| 2015-2016                                           | Clube Fluvial Portuense                             | 2 – 0 (12-3, 14-13)                                 | ADDCE Gondomar                                      |
| 2014-2015                                           | Clube Fluvial Portuense                             | 2 – 0 (7-4, 10-6)                                   | ADDCE Gondomar                                      |
| 2013-2014                                           | Clube Natação da Amadora                            | 2 – 1 (9-10, 8-7, 7-7 a.p., 10-8 g.p.)              | Clube Fluvial Portuense                             |
| 2012-2013                                           | Clube Fluvial Portuense                             | 2 – 1 (13-14 a.p., 8-3, 9-7)                        | Clube Natação da Amadora                            |
| 2011-2012                                           | Clube Fluvial Portuense                             | 2 – 0 (5-3, 10-7)                                   | Sport Comércio e Salgueiros                         |
| 2010-2011                                           | Clube Natação da Amadora                            | 2 – 0 (5-1, 11-4)                                   | Sport Comércio e Salgueiros                         |
| 2009-2010                                           | Sport Comércio e Salgueiros                         | 2 – 0 (8-5, 8-6)                                    | Clube Natação da Amadora                            |
| 2008-2009                                           | Sport Comércio e Salgueiros                         | 2 – 1 (10-9, 12-15, 11-9)                           | Clube Fluvial Portuense                             |
| 2007-2008                                           | Clube Fluvial Portuense                             | 2 – 0 (13-7, 11-3)                                  | Clube Natação da Amadora                            |
| 2006-2007                                           | Clube Fluvial Portuense                             | 2 – 0 (7-5, 12-2)                                   | ADDCE Gondomar                                      |
| 2005-2006                                           | Clube Fluvial Portuense                             | 2 – 0 (11-8, 9-7)                                   | ADDCE Gondomar                                      |
| 2004-2005                                           | Clube Fluvial Portuense                             | –                                                   | Clube Natação da Amadora                            |
| 2003-2004                                           | Clube Fluvial Portuense                             | –                                                   | Clube Natação da Amadora                            |
| 2002-2003                                           | Clube Fluvial Portuense                             | –                                                   | Clube Natação da Amadora                            |
| 2001-2002                                           | Clube Natação da Amadora                            | –                                                   |                                                     |
| 2000-2001                                           | Sport Algés e Dafundo                               | –                                                   |                                                     |
| 1999-2000                                           | Sport Algés e Dafundo                               |                                                     |                                                     |
| 1998-1999                                           | Sport Algés e Dafundo                               | –                                                   |                                                     |
| 1997-1998                                           | Sport Algés e Dafundo                               | –                                                   |                                                     |
| 1996-1997                                           | Sport Algés e Dafundo                               | –                                                   |                                                     |
| 1995-1996                                           | Sport Algés e Dafundo                               | –                                                   |                                                     |
| 1994-1995                                           | CDUP                                                | –                                                   |                                                     |
| 1993-1994                                           | Sport Algés e Dafundo                               | –                                                   |                                                     |
| 1992-1993                                           | Sport Algés e Dafundo                               | –                                                   |                                                     |
| 1991-1992                                           | Sport Algés e Dafundo                               | –                                                   |                                                     |
| 1990-1991                                           | CDUP                                                | –                                                   |                                                     |
| 1989-1990                                           | Sport Algés e Dafundo                               | –                                                   |                                                     |
| 1988-1989                                           | CDUP                                                | –                                                   |                                                     |
| 1987-1988                                           | Sport Algés e Dafundo                               | –                                                   |                                                     |

## Palmarés
| Equipa                      | Títulos | Épocas |
| --------------------------- | ------- | --- |
| Clube Fluvial Portuense     | 12      | 2002/03, 2003/04, 2004/05, 2005/06, 2006/07, 2007/08, 2011/12, 2012/13, 2014/15, 2015/16, 2016/17, 2017/18 |
| Sport Algés e Dafundo       | 11      | 1987/88, 1989/90, 1991/92, 1992/93, 1993/94, 1995/96, 1996/97, 1997/98, 1998/99, 1999/00, 2000/01          |
| Sport Lisboa e Benfica      | 5       | 2018/19, 2020/21, 2021/22, 2022/23, 2023/24                                                                |
| Clube Natação da Amadora    | 3       | 2001/02, 2010/11, 2013/14                                                                                  |
| CDUP                        | 3       | 1988/89, 1990/91, 1994/95                                                                                  |
| Sport Comércio e Salgueiros | 2       | 2008/09, 2009/10                                                                                           |